# Jean Baptiste Louis Joseph Moreau
Jean Baptiste Louis Joseph Moreau (ook gekend als Louis Joseph Moreau en als Jean Baptiste Moreau) (Dijon, 11 september 1797 - aldaar, 31 oktober 1855) was een Franse beeldhouwer.
Hij was de stamvader van de beeldhouwersfamilie Moreau uit de 19e en begin 20e eeuw. 

## Biografie
Jean Baptiste Louis Joseph Moreau was de de zoon van Mathurin Moreau, een slotenmaker, en Prudence Poichot.
Hij studeerde aan "l'école des beaux-arts" in Dijon, de stad waar hij gans zijn leven woonde en actief was.
In 1820 beeldhouwde hij het grafmonument van Jean Vétu, de pastoor van de Eglise Notre-Dame, die dat zelfde jaar overleden was. 
Op 25 oktober 1821 trouwde hij met Anne-Marianne Richer (1796). Zij zouden de ouders van de latere beeldhouwers Mathurin, Hippolyte en Auguste Moreau worden.
In 1822 maakte Moreau "de Aanbidding der Wijzen", een bas-reliëf in gips voor een zijkapel van de Eglise Saint-Michel, ter vervanging van een bas-reliëf van Jean Dubois, dat tijdens de Franse Revolutie vernield werd.
Moreau werd vooral bekend als een van de restaurateurs van de beeldengroep "De Pleuranten" van het graf van Filips de Stoute in het Paleis van de hertogen van Bourgondië in Dijon, het huidige Museum voor Schone Kunsten van Dijon.
Hij kreeg hiervoor in 1823 opdracht van de stad Dijon. Hij werkte  samen met de beeldhouwer Victor Couchery en de ornamentistische beeldhouwer Louis Marion de Semur (1793-1873). Marion zorgde voor de  architecturale elementen. Moreau beeldhouwde Filips de Stoute in liggende houding en meerdere neogotische pleuranten in albast. 
Eén van deze pleuranten is een afbeelding van de architect Claude Saintpère(1771-1854), initiatiefnemer van de restauratie, een andere is Louis Marion en volgens de overlevering zou een van de pleuranten een afbeelding zijn van Charles Févret de Saint-Mémin, de conservator van het Museum voor Schone Kunsten van Dijon, en een andere een afbeelding van Moreau zelf.
Het Musée des Beaux-Arts van Dijon bezit nog andere werken van Moreau, zoals een reproductie op schaal  één derde van de Mozesput van Claus Sluter. Moreau maakte die in de loop van de jaren 1830-1839 in hout en gips. Ook zijn bronzen buste "Dalila" is in het bezit van het museum.
Moreau stierf in zijn huis in Dijon op 31 oktober 1855. Hij werd begraven op het kerkhof van  Péjoces in Dijon.

## Galerij

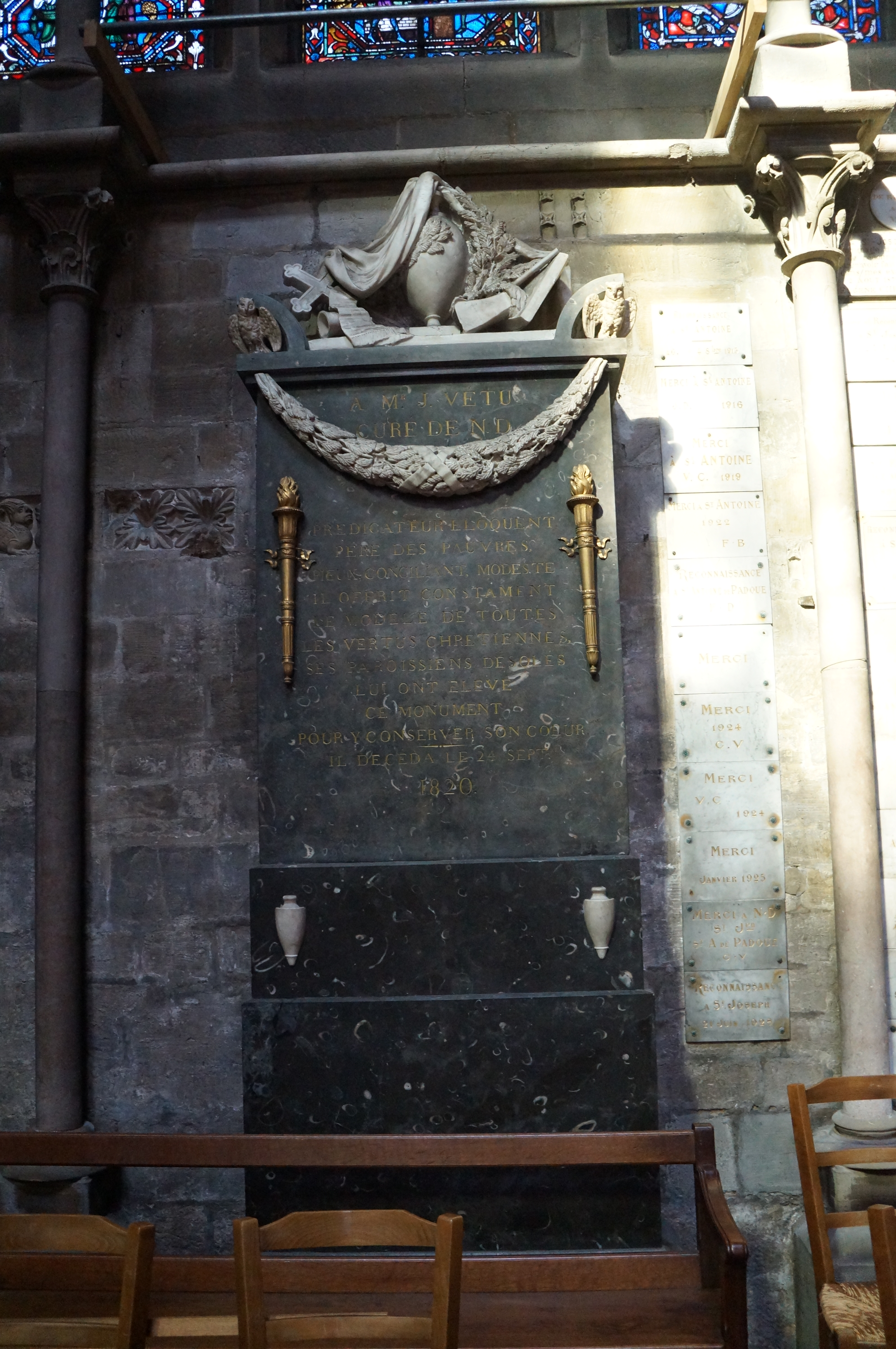
Grafmonument van pastoor Jean Vétu (1820), église Notre-Dame de Dijon
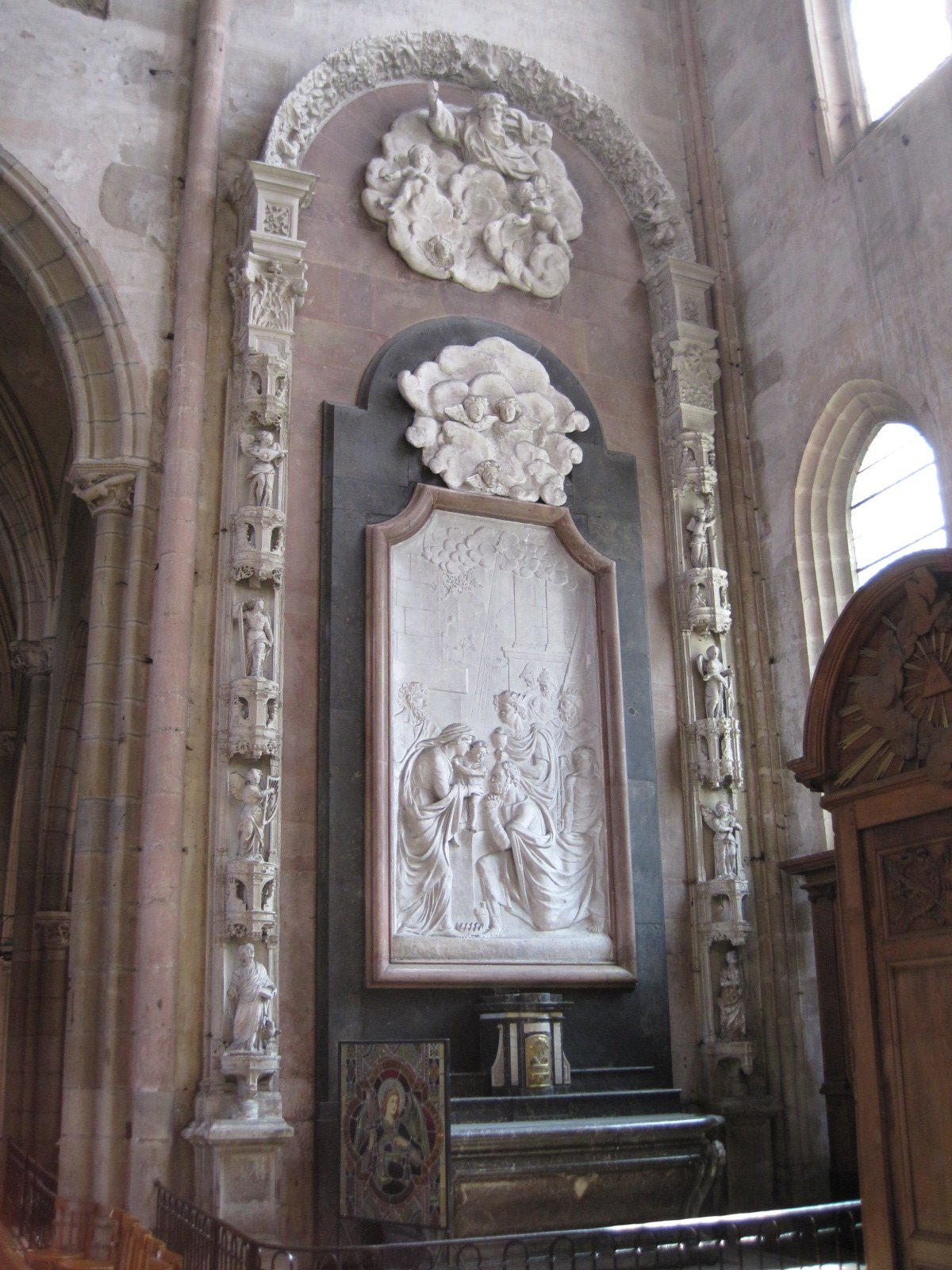
De aanbidding der Wijzen (1822), église Saint-Michel de Dijon
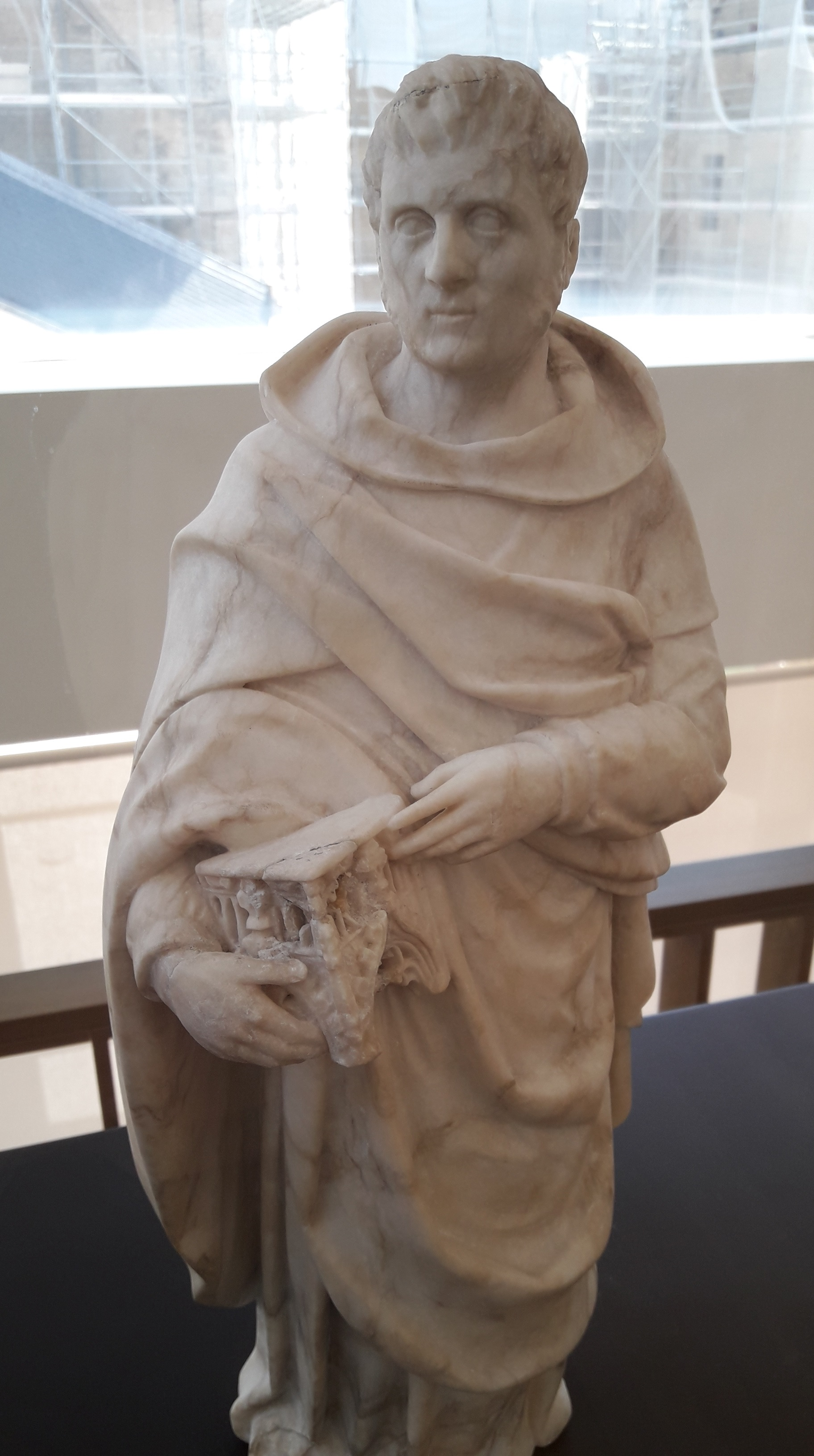
Pleurant (rond 1823), portret van Louis Marion de Semur,
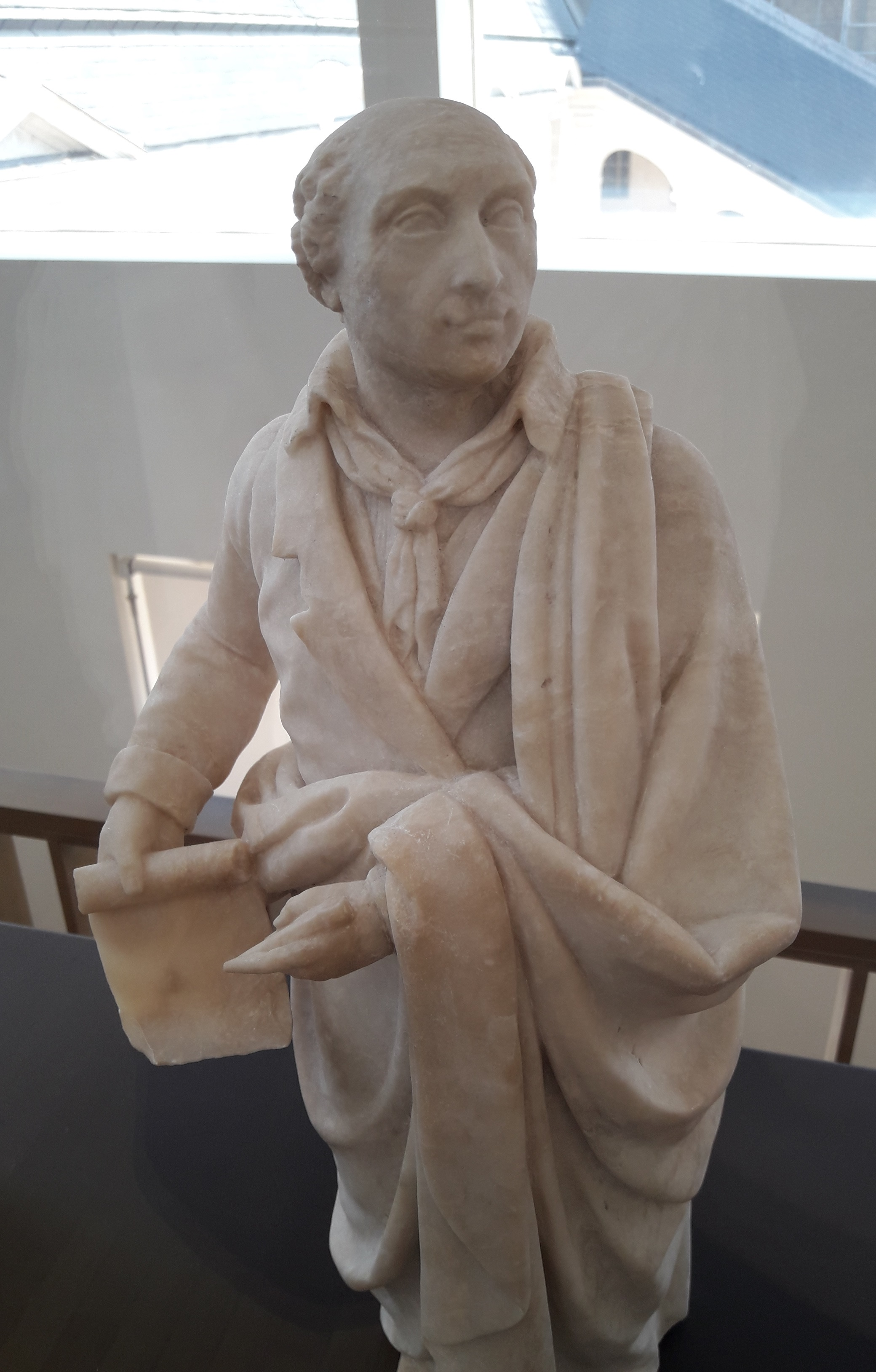
Pleurant (rond 1823), portret van Claude Saintpère
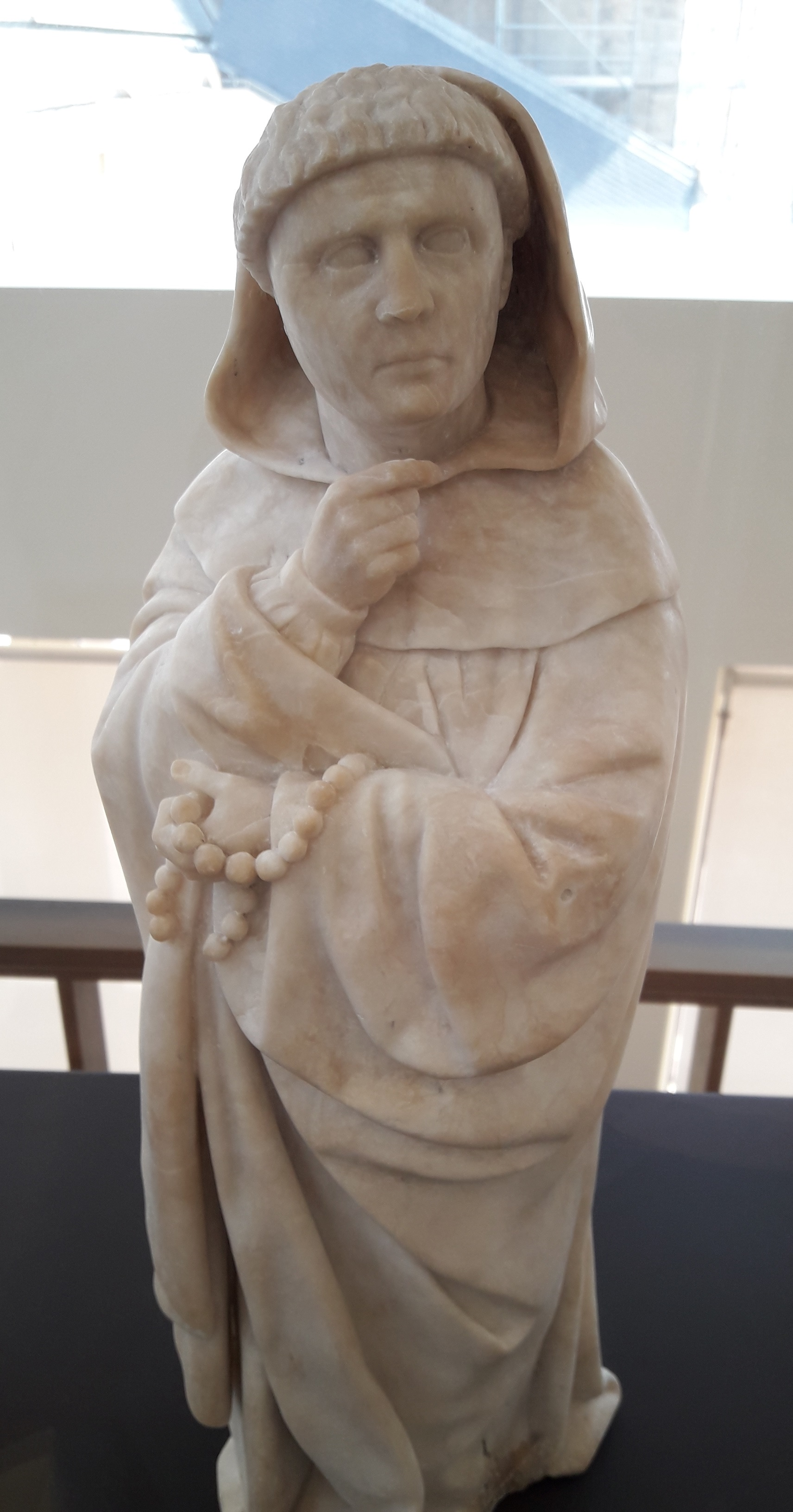
Pleurant: vermoedelijk het portret van Charles Févret de Saint-Mémin.
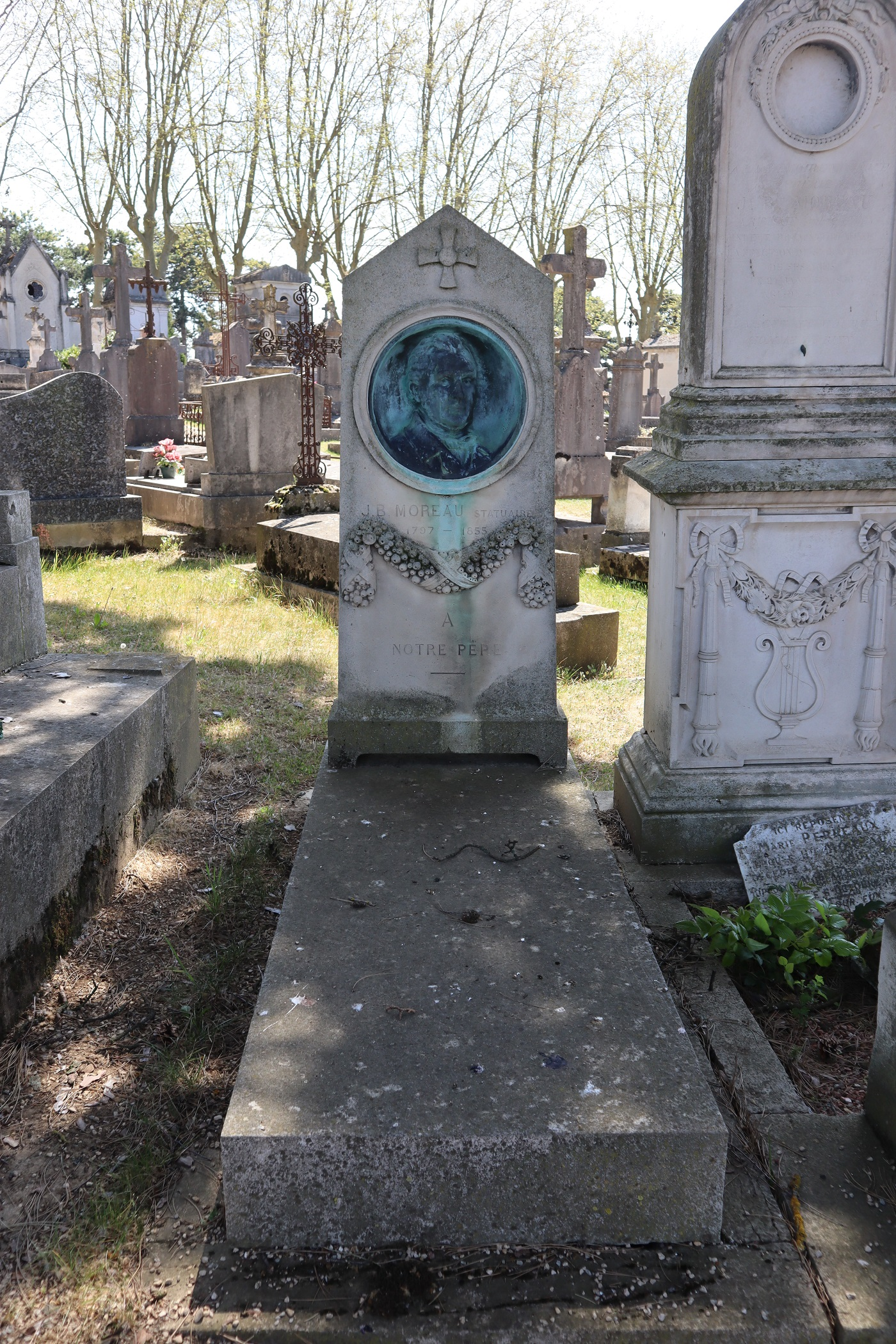
Grafmonument van Jean Baptiste Moreau op het kerkhof van Péjoces in Dijon
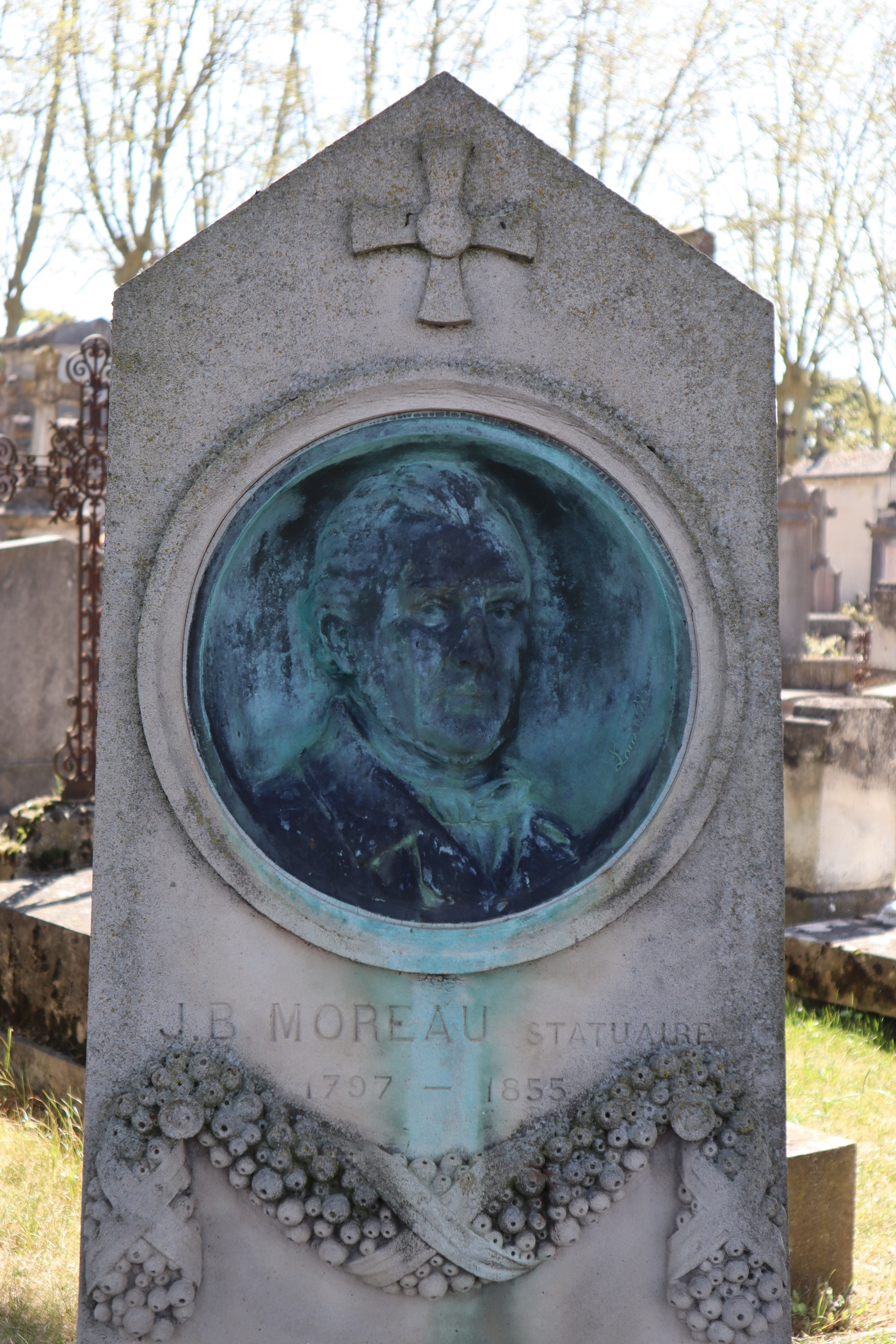
Graf van Jean Baptiste Moreau: detail
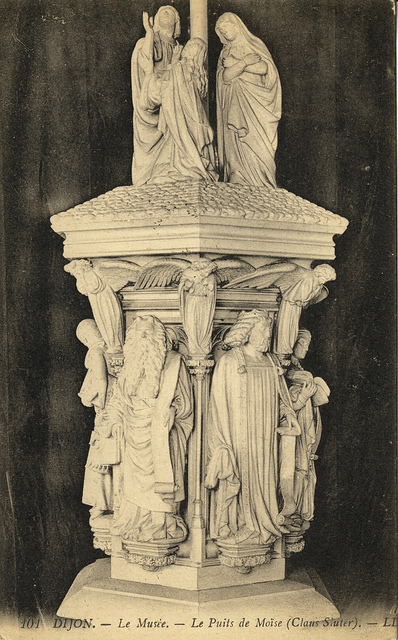
De mozesput, reproductie gemaakt door Jean Baptiste Moreau